# Liane Croon
Pour les articles homonymes, voir Croon.
Liane Croon, nom de scène de Liane Henriette Krohn (née le 21 juin 1927 à Torgelow, morte en 2000) est une actrice et chanteuse d'opérette allemande.

## Biographie
Après avoir obtenu son diplôme d'études secondaires à Pasewalk, Liane Croon étudie le théâtre à l'école du Hebbel-Theater à Berlin de 1949 à 1950 et également le chant auprès de W. Keller à Berlin. Elle a des engagements sur un certain nombre de scènes de Berlin, par exemple au Schillertheater, au Schlosspark Theater, au Hebbel-Theater, au Renaissance-Theater et à la Tribüne.
En 1950, avant ses débuts sur scène,Liane Croon fait ses débuts au cinéma sous la direction de Wolfgang Staudte dans le drame social L'Escalier (de). Cependant, elle se fait connaître d'un large public grâce à deux rôles principaux dans des adaptations de contes de fées par Herbert B. Fredersdorf (de).
De plus, Liane Croon est actrice de doublage et prête sa voix notamment à Abby Dalton, Rosemary Forsyth ou Dorothy McGuire.
Elle est actrice de pièces radiophoniques.
Liane Croon fut mariée à l'acteur et doubleur Edgar Ott (de).

## Filmographie
- 1950 : L'Escalier (de)
- 1951 : Die Schuld des Dr. Homma (de)
- 1953 : Die Prinzessin und der Schweinehirt (de)
- 1954 : Das ideale Brautpaar
- 1955 : Rumpelstilzchen
- 1961 : Wie einst im Mai (TV)
- 1963 : Kabarett der Komiker - Es war einmal… (TV)
- 1963 : Glückliche Reise (TV)
- 1963 : Hunderttausend Taler (TV)
- 1964 : Im Tingeltangel tut sich was (TV)
- 1964 : Clicquot & Co. (TV)
- 1964 : Prairie-Saloon (TV)